# Messemaker 1847
Messemaker 1847 is een schaakvereniging in Gouda.

## Geschiedenis
Christiaan Messemaker richtte op 11 maart 1850 de schaakvereniging Vriendentrouw op. Mogelijk waren er ook dammers lid van de vereniging.
In 1860 splitste de vereniging en gingen de 'echte' schakers, met Messemaker voorop, verder onder de naam Oefening en Beleid, en vanaf 10 juni 1870 onder de naam van het schaak- en damgezelschap Palamedes.
Als eerbetoon aan hun voorganger, de oprichter en sterkste schaker van de vereniging en "een der grootste schakers van ons land", kreeg de vereniging in 1886 de naam Messemaker.
In 1895 werd door Norman van Lennep, toen secretaris van de Nederlandse Schaakbond, een inventarisatie van verenigingen in Nederland gemaakt. Messemaker, wel vaker betrapt op een administratieve onnauwkeurigheid, meldde toen als oprichtingsdatum van zijn vereniging 24 mei (zijn verjaardag) 1847.
In de jaren daarop lijkt de activiteit binnen de vereniging terug te lopen en is zij ergens in de periode van 1898 tot 1907 ingesluimerd.
Op 14 mei 1907 werd de club officieel weer nieuw leven ingeblazen. Of er sprake was van heroprichting of doorstart, wordt nog altijd betwist.
In 1993 werd aan de naam van de vereniging het door de illustere voorganger aan Van Lennep gemelde jaartal toegevoegd. De huidige naam van de Goudse schaakclub is derhalve Messemaker 1847.

## Claim van oudste schaakvereniging
Wat de oprichtingsdatum van Messemaker 1847 ook moge zijn, het kan tot de oude garde van schaakverenigingen in Nederland gerekend worden. Volgens schaakhistoricus Scholten is Discendo Discimus echter de oudste schaakvereniging van Nederland.

## Publicaties
- 150 jaar schaken in Gouda. Redactie: Henk de Kleijnen, Eduard Dame, Gert-Jan Ludden. Schaakclub Messemaker 1847, Gouda, 1999. Geen ISBN
- Schaken en kunst. Met een inleiding van Hans Ree; eindred.: Cécile Dornseiffen. Schaakclub Messemaker 1847, Gouda, 1997. (Catalogus van de gelijknamige tentoonstelling in de Gasthuiskapel van het Stedelijk Museum het Catharina Gasthuis te Gouda van 3 mei t/m 22 juni 1997 t.g.v. het 150-jarig bestaan van de Goudse Schaakclub Messemaker 1847). Geen ISBN